# Moina reticulata
Moina reticulata är en kräftdjursart som först beskrevs av Daday 1905.  Moina reticulata ingår i släktet Moina och familjen Moinidae. Inga underarter finns listade i Catalogue of Life.